# Fumetti di Devil anni '70
Elenco dei fumetti incentrati sul personaggio di Daredevil pubblicati negli anni '70 dalla Marvel Comics. Questi anni sono stati certamente caratterizzati da due relazioni sentimentali travagliate intrattenute dal protagonista prima con Natasha Romanoff e poi con Heather Glenn.
In Italia sono stati pubblicati per la prima volta dalla casa editrice Editoriale Corno tra il 1972 e il 1983 prima all'interno di L'Incredibile Devil e poi nelle due serie dedicate all'Uomo Ragno.

## Storia editoriale
Nell'albo 72 del novembre 1970 debutta ai testi il diciottenne Gerry Conway che introduce nella serie il personaggio di Natasha Romanoff, la Vedova Nera, a partire dall'albo 81 e dall'albo 86 sposta l'ambientazione nella città di San Francisco. A proposito del trasferimento sulla Costa Ovest:
mentre riguardo alla spia russa Conway ha affermato:
Dall'albo 92 al 107 il titolo del fumetto venne cambiato in Daredevil and the Black Widow. Per Conway la Vedova Nera come partner romantico di Daredevil era "un modo per rivitalizzare il titolo", che in quel periodo con navigava in buone acqua tanto che la Marvel era intenzionata a fonderla con la serie di Iron Man per ottenerne una sola, e la cosa funzionò. L'autore inoltre, in risposta alla critica femminista, rendendo il personaggio di Natasha più attivo e indipendente, a partire dal novantunesimo albo. A causa delle restrizioni del Comics Code Authority riguardo la rappresentazione della convivenza, le storie resero esplicito che seppure abitassero sotto lo stesso tetto, Matt e Natasha dormissero in stanze separate e con la presenza ravvicinata del guardia della donna, Ivan Petrovich.  
Steve Gerber affiancò Conway negli albi 97 e 98, scrivendo le sceneggiature a partire dai soggetto del collega, per poi ereditarne il ruolo. Con le vendite in calo Gerber riportò la centralità di Daredevil nella serie e sia lui che gli scrittori successivi, sentendo che il personaggio funzionava meglio come eroe solitario, fecero in modo di rimuovere gradualmente il personaggio dalla serie fino a lasciare la serie con l'albo 124. Il numero 117, l'ultimo della gestione di Gerber, segnò la fine della residenza di Daredevil a San Francisco.
Il numero 100 concluse la lunga presenza di Gene Colan e dopo alcuni disegnatori di riempimento il ruolo venne preso da William Robert "Bob" Brown. Con l'albo 119 la scrittura passò a Tony Isabella che era intenzionato a riportare il personaggio più vicino a quello scritto da Stan Lee, ma dopo solo cinque numeri il curatore della serie Len Wein affidò la scrittura a Marv Wolfman. L'inizio della gestione di Wolfman, il cui primo numero fu sceneggiato per la prima metà da Wein, coincise con l'entrata nel team dell'inchiostratore Klaus Janson.
Wolfman sceneggiò diciannove numeri della serie, a partire dall'albo 124, e anche lui come Isabella apprezzava il tipo di storie scritte da Lee e avrebbe voluto ritornarvi; nell'albo 128 fece comparire un personaggio intento ad osservare lo scontro tra Daredevil e Death-Stalker che avrebbe dovuto condurre l'eroe nella sua prima storia di genere fantascientifico, ma alla fine non venne più ripreso. Introdusse inoltre due personaggi in particolare: un tragico amore di Matthew Murdock, Heather Glenn, e una delle nemesi del protagonista, Bullseye. Lo scrittore non si sentì soddisfatto del suo lavoro sulla testata:
L'albo 143 del novembre 1976 fu l'ultimo della sua gestione e anche l'ultimo del disegnatore Bob Brown che due mesi dopo morì di leucemia. 
Jim Shooter prese in carico la serie, che a partire dall'albo 147 diventò bimestrale, e ai disegni venne affiancato da alcuni autori temporanei tra cui Gil Kane e Carmine Infantino. A proposito delle sue storie, Shooter ha affermato:  
A causa di difficoltà con le scadenze il caporedattore Archie Goodwin affidò la scrittura a Roger McKenzie che, forte del suo precedente lavoro nei fumetti d'orrore, portò un tono più oscuro alle trame e al personaggio mostrandolo usare, in una rivisitazione delle sue origini, tattiche persecutorie per causare il fatale attacco di cuore a Roscoe Sweeney. McKenzie introdusse nella serie uno degli storici alleati di Daredevil, il giornalista del Daily Bugle, Ben Urich. Nel maggio del 1979, con l'albo 158, McKenzie iniziò a collaborare con un nuovo disegnatore, Frank Miller. 
Di seguito, i personaggi rilevanti introdotti all'interno della serie in questi anni (in ordine di apparizione):
- Turk Barret
- Man-Bull
- Mister Fear (Larry Cranston)
- Angar l'Urlatore
- Silver Samurai
- Blackwing
- Heather Glenn
- Blake Tower
- Torpedo
- Bullseye
- Paladin
- Ben Urich
- Becky Blake
- Josie
- Doris Urich

## Pubblicazioni

### Serie regolare
| Nr. | Data           | Titolo                                                    | Titolo italiano                              | Sceneggiatura                                                      | Disegni                          | Chine                         | Colori            | Copertina                     | Prima edizione italiana                        | Data italiana              |
| --- | -------------- | --------------------------------------------------------- | -------------------------------------------- | ------------------------------------------------------------------ | -------------------------------- | ----------------------------- | ----------------- | ----------------------------- | ---------------------------------------------- | -------------------------- |
| 62  | Gennaio 1970   | Quoth the Nighthawk, "Nevermore!"                         | Disse il Nottolone,                          | Roy Thomas                                                         | Gene Colan                       | Syd Shores                    | Michele Wrightson | Marie Severin                 | L'Incredibile Devil 59 (Editoriale Corno)      | Luglio 1972                |
| 63  | Febbraio 1970  | The Girl... Or The Gladiator?                             | La ragazza... o il Gladiatore?               | Roy Thomas                                                         | Gene Colan                       | Syd Shores                    | Michele Wrightson | Marie Severin                 | L'Incredibile Devil 60 (Editoriale Corno)      | Agosto 1972                |
| 64  | Marzo 1970     | Suddenly... The Stunt-Master!                             | All'improvviso... Stunt-Master!              | Roy Thomas                                                         | Gene Colan                       | Syd Shores                    | n/a               | Gene Colan e John Romita Sr.  | L'Incredibile Devil 61 (Editoriale Corno)      | Agosto 1972                |
| 65  | Aprile 1970    | The Killing Of Brother Brimstone                          | L'omicidio di Fratello Brimstone             | Roy Thomas                                                         | Gene Colan                       | Syd Shores                    | n/a               | Marie Severin                 | L'Incredibile Devil 62 (Editoriale Corno)      | Settembre 1972             |
| 66  | Maggio 1970    | ...And One Cried Murder!                                  | E una voce gridò "Assassinio!"               | Roy Thomas                                                         | Gene Colan                       | Syd Shores                    | n/a               | Marie Severin                 | L'Incredibile Devil 63 (Editoriale Corno)      | Settembre 1972             |
| 67  | Giugno 1970    | Stilt-Man Stalks The Soundstage                           | Stilt-Man si aggira sul set                  | Roy Thomas (soggetto) e Gary Friedrich (sceneggiatura)             | Gene Colan                       | Syd Shores                    | n/a               | Marie Severin                 | L'Incredibile Devil 64 (Editoriale Corno)      | Ottobre 1972               |
| 68  | Luglio 1970    | Phoenix And The Fighter!                                  | La fenice e il pugile!                       | Roy Thomas                                                         | Gene Colan                       | Syd Shores                    | n/a               | Marie Severin                 | L'Incredibile Devil 65 (Editoriale Corno)      | Ottobre 1972               |
| 69  | Agosto 1970    | A Life On The Line                                        | Una vita in pericolo                         | Roy Thomas                                                         | Gene Colan                       | Syd Shores                    | n/a               | Sal Buscema                   | L'Incredibile Devil 66 (Editoriale Corno)      | Novembre 1972              |
| 70  | Settembre 1970 | The Tribune                                               | Il Tribuno                                   | Gary Friedrich                                                     | Gene Colan                       | Syd Shores                    | Mimi Gold         | Herb Trimpe e Marie Severin   | L'Incredibile Devil 68 (Editoriale Corno)      | Novembre 1972              |
| 71  | Ottobre 1970   | If An Eye Offend Thee... !                                | Se un occhio ti dà scandalo                  | Roy Thomas e Len Wein                                              | Gene Colan                       | Syd Shores                    | Mimi Gold         | Marie Severin                 | L'Incredibile Devil 69 (Editoriale Corno)      | Dicembre 1972              |
| 72  | Novembre 1970  | Lo ! The Lord Of The Leopards!                            | Il Signore dei Leopardi!                     | Gerry Conway                                                       | Gene Colan                       | Syd Shores                    | Mimi Gold         | Marie Severin                 | L'Incredibile Devil 70 (Editoriale Corno)      | Dicembre 1972              |
| 73  | Dicembre 1970  | Behold... The Brotherhood!                                | Attenti... alla Fratellanza!                 | Gerry Conway e Allyn Brodsky                                       | Gene Colan                       | Syd Shores                    | n/a               | Marie Severin                 | L'Incredibile Devil 72 (Editoriale Corno)      | Gennaio 1973               |
| 74  | Gennaio 1971   | In The Country Of The Blind!                              | Nel paese dei ciechi!                        | Gerry Conway                                                       | Gene Colan                       | Syd Shores                    | Mimi Gold         | Marie Severin                 | L'Incredibile Devil 73 (Editoriale Corno)      | Febbraio 1973              |
| 75  | Febbraio 1971  | Now Rides The Ghost Of El Condor!                         | Ora cavalca il fantasma di El Condor!        | Gerry Conway                                                       | Gene Colan                       | Syd Shores                    | Mimi Gold         | Marie Severin                 | L'Incredibile Devil 74 (Editoriale Corno)      | Febbraio 1973              |
| 76  | Marzo 1971     | The Deathmarch Of El Condor!                              | La marcia funebre di El Condor!              | Gerry Conway                                                       | Gene Colan                       | Tom Palmer                    | Tom Palmer        | Marie Severin                 | L'Incredibile Devil 75 (Editoriale Corno)      | Marzo 1973                 |
| 77  | Aprile 1971    | And So Enters The Amazing Spider-Man                      | ...entra in scena lo stupefacente Uomo Ragno | Gerry Conway                                                       | Gene Colan                       | Tom Palmer                    | Tom Palmer        | Sal Buscema                   | L'Incredibile Devil 76 (Editoriale Corno)      | Marzo 1973                 |
| 78  | Maggio 1971    | The Horns Of The Bull                                     | Le corna del toro                            | Gerry Conway                                                       | Gene Colan                       | Tom Palmer                    | Tom Palmer        | Herb Trimpe                   | L'Incredibile Devil 77 (Editoriale Corno)      | Aprile 1973                |
| 79  | Giugno 1971    | "Murder!" Cries The Man-Bull!                             | Uccidi, urla Man-Bull                        | Gerry Conway e Gary Friedrich                                      | Gene Colan                       | Tom Palmer                    | Tom Palmer        | Sal Buscema                   | L'Incredibile Devil 78 (Editoriale Corno)      | Maggio 1973                |
| 80  | Luglio 1971    | In The Eyes Of The Owl!                                   | Gli occhi del Gufo                           | Gerry Conway                                                       | Gene Colan                       | Tom Palmer                    | Tom Palmer        | Gil Kane                      | L'Incredibile Devil 79 (Editoriale Corno)      | Maggio 1973                |
| 81  | Agosto 1971    | And Death Is A Woman Called Widow!                        | La Morte è una donna chiamata Vedova         | Gerry Conway                                                       | Gene Colan                       | Jack Abel                     | n/a               | Gil Kane                      | L'Incredibile Devil 80 (Editoriale Corno)      | Maggio 1973                |
| 82  | Agosto 1971    | Now Send...the Scorpion!                                  | Il ritorno dello Scorpione                   | Gerry Conway                                                       | Gene Colan                       | Jack Abel                     | n/a               | Gil Kane                      | L'Incredibile Devil 81 (Editoriale Corno)      | Giugno 1973                |
| 83  | Ottobre 1971   | The Widow Accused!                                        | La Vedova sotto accusa                       | Gerry Conway                                                       | Alan Weiss e Barry Windsor-Smith | Bill Everett                  | n/a               | John Romita Sr.               | L'Incredibile Devil 82 (Editoriale Corno)      | Giugno 1973                |
| 84  | Novembre 1971  | Night Of The Assassin                                     | La notte dell'assassino                      | Gerry Conway                                                       | Gene Colan                       | Syd Shores                    | n/a               | Gil Kane                      | L'Incredibile Devil 83 (Editoriale Corno)      | Luglio 1973                |
| 85  | Novembre 1971  | Night Flight!                                             | Il Gladiatore attacca                        | Gerry Conway                                                       | Gene Colan                       | Syd Shores                    | n/a               | Gil Kane                      | L'Incredibile Devil 84 (Editoriale Corno)      | Luglio 1973                |
| 86  | Gennaio 1972   | Once Upon A Time, The Ox!                                 | C'era una volta Ox                           | Gerry Conway                                                       | Gene Colan                       | Tom Palmer                    | Tom Palmer        | John Buscema                  | L'Incredibile Devil 85 (Editoriale Corno)      | Agosto 1973                |
| 87  | Febbraio 1972  | From Stage Left, Enter: Elektro!                          | Electro                                      | Gerry Conway                                                       | Gene Colan                       | Tom Palmer                    | Tom Palmer        | John Buscema                  | L'Incredibile Devil 86 (Editoriale Corno)      | Agosto 1973                |
| 88  | Marzo 1972     | Call Him Killgrave!                                       | Killgrave l'Uomo Porpora                     | Gerry Conway                                                       | Gene Colan                       | Tom Palmer                    | Tom Palmer        | Gil Kane                      | L'Incredibile Devil 87 (Editoriale Corno)      | Settembre 1973             |
| 89  | Aprile 1972    | Crisis!                                                   | Crisi nel cielo                              | Gerry Conway                                                       | Gene Colan                       | Tom Palmer                    | n/a               | John Romita Sr. e Sal Buscema | L'Incredibile Devil 88 (Editoriale Corno)      | Settembre 1973             |
| 90  | Maggio 1972    | The Sinister Secret Of Project Four!                      | L'istante fatale                             | Gerry Conway                                                       | Gene Colan                       | Tom Palmer                    | Tom Palmer        | Gil Kane                      | L'Incredibile Devil 89 (Editoriale Corno)      | Ottobre 1973               |
| 91  | Giugno 1972    | Fear Is The Key!                                          | Alle soglie della morte                      | Gerry Conway                                                       | Gene Colan                       | Tom Palmer                    | Tom Palmer        | Gil Kane                      | L'Incredibile Devil 90 (Editoriale Corno)      | Ottobre 1973               |
| 92  | Luglio 1972    | On The Eye Of The Talon!                                  | Colpo mortale                                | Gerry Conway                                                       | Gene Colan                       | Tom Palmer                    | Tom Palmer        | Gene Colan e John Romita Sr.  | L'Incredibile Devil 91 (Editoriale Corno)      | Ottobre 1973               |
| 93  | Agosto 1972    | A Power Corrupt!                                          | L'uomo indistruttibile                       | Gerry Conway                                                       | Gene Colan                       | Tom Palmer                    | Tom Palmer        | Gil Kane                      | L'Incredibile Devil 92 (Editoriale Corno)      | Novembre 1973              |
| 94  | Agosto 1972    | He Can Crush The World!                                   | Nessuno mi può fermare                       | Gerry Conway                                                       | Gene Colan                       | Tom Palmer                    | Tom Palmer        | Gil Kane                      | L'Incredibile Devil 93 (Editoriale Corno)      | Novembre 1973              |
| 95  | Ottobre 1972   | Bullfight On The Bay!                                     | Battaglia alla baia                          | Gerry Conway                                                       | Gene Colan                       | Tom Palmer                    | Tom Palmer        | Gil Kane                      | L'Incredibile Devil 94-95 (Editoriale Corno)   | Dicembre 1973              |
| 96  | Ottobre 1972   | The Widow Will Make You Pay!                              | La legione perduta                           | Gerry Conway                                                       | Gene Colan                       | Ernie Chan                    | n/a               | Gil Kane                      | L'Incredibile Devil 96 (Editoriale Corno)      | Gennaio 1974               |
| 97  | Novembre 1972  | He Who Saves!                                             | Il Messia Nero                               | Gerry Conway (soggetto) e Steve Gerber (sceneggiatura)             | Gene Colan                       | Ernie Chan                    | n/a               | Gil Kane                      | L'Incredibile Devil 97 (Editoriale Corno)      | Gennaio 1974               |
| 98  | Gennaio 1973   | Let There Be Death!                                       | E morte sia                                  | Gerry Conway (soggetto) e Steve Gerber (sceneggiatura)             | Gene Colan                       | Ernie Chan                    | George Roussos    | George Tuska                  | L'Incredibile Devil 98 (Editoriale Corno)      | Febbraio 1974              |
| 99  | Febbraio 1973  | The Mark Of Hawkeye!                                      | Il marchio di Occhio di Falco                | Steve Gerber                                                       | Sam Kweskin e Syd Shores         | Syd Shores                    | Stan Goldberg     | John Romita Sr.               | L'Incredibile Devil 99 (Editoriale Corno)      | Febbraio 1974              |
| 100 | Marzo 1973     | Mind Storm!                                               | Uragano mentale                              | Steve Gerber                                                       | Gene Colan                       | John Tartaglione              | Stan Goldberg     | Rich Buckler                  | L'Incredibile Devil 101 (Editoriale Corno)     | Marzo 1974                 |
| 101 | Aprile 1973    | Vengeance In The Sky Diamonds!                            | Vendetta nel cielo                           | Steve Gerber                                                       | Rich Buckler                     | Frank Giacoia                 | George Roussos    | Rich Buckler                  | L'Incredibile Devil 102 (Editoriale Corno)     | Aprile 1974                |
| 102 | Maggio 1973    | Stilt-Man Stalks The City!                                | Stilt-Man all'attacco                        | Chris Claremont                                                    | Syd Shores                       | Frank Giacoia                 | George Roussos    | Rich Buckler                  | L'Incredibile Devil 103 (Editoriale Corno)     | Aprile 1974                |
| 103 | Giugno 1973    | Then Came Ramrod!                                         | Arriva Ramrod                                | Steve Gerber                                                       | Don Heck                         | Sal Trapani                   | George Roussos    | Don Heck                      | L'Incredibile Devil 104 (Editoriale Corno)     | Maggio 1974                |
| 104 | Luglio 1973    | Prey Of The Hunter!                                       | La preda di Kraven                           | Steve Gerber                                                       | Don Heck                         | Sal Trapani                   | Petra Scotese     | Gil Kane                      | L'Incredibile Devil 105-106 (Editoriale Corno) | Maggio 1974                |
| 105 | Luglio 1973    | Menace From The Moons Of Saturn                           | La minaccia che viene dalle lune di Saturno  | Steve Gerber                                                       | Don Heck                         | Don Perlin                    | Janice Cohen      | John Romita Sr.               | L'Incredibile Devil 107-108 (Editoriale Corno) | Giugno 1974                |
| 106 | Agosto 1973    | Life Be Not Proud!                                        | Vita non essere orgogliosa                   | Steve Gerber                                                       | Don Heck                         | Sal Trapani                   | George Roussos    | Rich Buckler                  | L'Incredibile Devil 109-110 (Editoriale Corno) | Luglio 1974                |
| 107 | Settembre 1973 | Blind Man's Bluff!                                        | Il bluff del cieco                           | Steve Gerber                                                       | William Robert Brown             | Sal Buscema                   | Petra Scotese     | Jim Starlin                   | L'Incredibile Devil 111 (Editoriale Corno)     | Agosto 1974                |
| 108 | Novembre 1973  | Cry Beetle!                                               | Il Coleottero torna di notte                 | Steve Gerber                                                       | William Robert Brown             | Paul Gulacy                   | Petra Scotese     | John Romita Sr.               | L'Incredibile Devil 114-115 (Editoriale Corno) | Settembre-Ottobre 1974     |
| 109 | Gennaio 1974   | Dying For Dollars!                                        | Morte per i dollari                          | Steve Gerber                                                       | William Robert Brown             | Don Heck                      | Petra Scotese     | Gil Kane e John Romita Sr.    | L'Incredibile Devil 116-117 (Editoriale Corno) | Ottobre 1974               |
| 110 | Marzo 1974     | Birthright!                                               | Il nemico nell'ombra                         | Steve Gerber                                                       | Gene Colan                       | Frank Chiaramonte             | Linda Lessmann    | John Romita Sr.               | L'Incredibile Devil 121 (Editoriale Corno)     | Dicembre 1974              |
| 111 | Aprile 1974    | Sword Of The Samurai!                                     | Silver Samurai                               | Steve Gerber                                                       | William Robert Brown             | Jim Mooney                    | Linda Lessmann    | Ron Wilson                    | L'Incredibile Devil 122 (Editoriale Corno)     | Gennaio 1975               |
| 112 | Aprile 1974    | Death Of A Nation?                                        | L'urlo di morte                              | Steve Gerber                                                       | Gene Colan                       | Frank Giacoia                 | Petra Scotese     | Gil Kane                      | L'Incredibile Devil 125 (Editoriale Corno)     | Febbraio 1975              |
| 113 | Giugno 1974    | When Strikes The Gladiator!                               | L'ultima carta!                              | Steve Gerber                                                       | William Robert Brown             | Vince Colletta                | Linda Lessmann    | John Romita Sr.               | L'Incredibile Devil 126 (Editoriale Corno)     | Marzo 1975                 |
| 114 | Luglio 1974    | A Quiet Night In The Swamp!                               | Una tranquilla notte nella palude!           | Steve Gerber                                                       | William Robert Brown             | Vince Colletta                | Stan Goldberg     | Gil Kane                      | L'Incredibile Devil 126 (Editoriale Corno)     | Marzo 1975                 |
| 115 | Luglio 1974    | Death Stalks The City!                                    | La morte cammina sulla città!                | Steve Gerber                                                       | William Robert Brown             | Vince Colletta                | Petra Scotese     | Gil Kane                      | L'Uomo Ragno 130 (Editoriale Corno)            | Aprile 1975                |
| 116 | Settembre 1974 | Two Flew Over The Owl's Nest!                             | Nella rete del Gufo!                         | Steve Gerber                                                       | Gene Colan                       | Vince Colletta                | Petra Scotese     | Gil Kane                      | L'Uomo Ragno 162 (Editoriale Corno)            | Luglio 1976                |
| 117 | Ottobre 1974   | Mindtap!                                                  | Trappola mentale!                            | Steve Gerber (soggetto) e Chris Claremont (sceneggiatura)          | William Robert Brown             | Vince Colletta                | Petra Scotese     | Gil Kane                      | L'Uomo Ragno 163 (Editoriale Corno)            | Luglio 1976                |
| 118 | Novembre 1974  | Circus Spelled Sideways Is Death!                         | Circo                                        | Gerry Conway                                                       | Don Heck                         | Vince Colletta                | Petra Scotese     | John Romita Sr.               | L'Uomo Ragno 164 (Editoriale Corno)            | Agosto 1976                |
| 119 | Dicembre 1974  | They're Tearing Down Fogwell's Gym!                       | Ciò accadde alla palestra Fogwell            | Tony Isabella                                                      | William Robert Brown             | Don Heck                      | Stan Goldberg     | Gil Kane                      | L'Uomo Ragno 165 (Editoriale Corno)            | Agosto 1976                |
| 120 | Gennaio 1975   | And A Hydra New Year!                                     | Anno nuovo per l'Hydra                       | Tony Isabella                                                      | William Robert Brown             | Vince Colletta                | Petra Scotese     | Gil Kane                      | L'Uomo Ragno 166 (Editoriale Corno)            | Settembre 1976             |
| 121 | Febbraio 1975  | Foggy Nelson, Agent Of S.H.I.E.L.D.!                      | Foggy Nelson agente dello Shield             | Tony Isabella                                                      | William Robert Brown             | Vince Colletta                | Don Warfield      | Gil Kane                      | L'Uomo Ragno 167 (Editoriale Corno)            | Settembre 1976             |
| 122 | Marzo 1975     | H.Y.D.R.A. - And - Seek!                                  | Ecco Ala Nera                                | Tony Isabella                                                      | William Robert Brown             | Vince Colletta                | Janice Cohen      | Gil Kane                      | L'Uomo Ragno 168 (Editoriale Corno)            | Ottobre 1976               |
| 123 | Aprile 1975    | Holocaust In The Halls Of H.Y.D.R.A.!                     | Olocausto nell'Hydra                         | Tony Isabella                                                      | William Robert Brown             | Vince Colletta                | George Roussos    | Sal Buscema                   | L'Uomo Ragno 169 (Editoriale Corno)            | Ottobre 1976               |
| 124 | Maggio 1975    | In The Coils Of The Copperhead!                           | Il Trigonocefalo                             | Len Wein e Marv Wolfman                                            | Gene Colan                       | Klaus Janson                  | Michele Wolfman   | Gil Kane                      | L'Uomo Ragno 186-187 (Editoriale Corno)        | Giugno 1977                |
| 125 | Giugno 1975    | Vengeance Is The Copperhead!                              | La vendetta del Trigonocefalo                | Marv Wolfman                                                       | William Robert Brown             | Klaus Janson                  | Klaus Janson      | Gil Kane                      | L'Uomo Ragno 188-189 (Editoriale Corno)        | Luglio 1977                |
| 126 | Luglio 1975    | Flight Of The Torpedo!                                    | Torpedo colpisce                             | Marv Wolfman                                                       | William Robert Brown             | Klaus Janson                  | Michele Wolfman   | Gil Kane                      | L'Uomo Ragno 190-191 (Editoriale Corno)        | Agosto 1977                |
| 127 | Agosto 1975    | You Killed That Man Torpedo, And Now You're Going To Pay! | Hai ucciso, Torpedo.. e ora pagherai!        | Marv Wolfman                                                       | William Robert Brown             | Klaus Janson                  | Petra Scotese     | Gil Kane                      | L'Uomo Ragno 192-193 (Editoriale Corno)        | Settembre 1977             |
| 128 | Settembre 1975 | Death Stalks The Stairway To The Stars!                   | La morte porta alle stelle                   | Marv Wolfman                                                       | William Robert Brown             | Klaus Janson                  | Michele Wolfman   | Gil Kane                      | L'Uomo Ragno 194-195 (Editoriale Corno)        | Ottobre 1977               |
| 129 | Ottobre 1975   | Man-Bull In A China Town!                                 | Il ritorno di Man-Bull                       | Marv Wolfman                                                       | William Robert Brown             | Klaus Janson                  | Michele Wolfman   | Rich Buckler                  | L'Uomo Ragno 196-197 (Editoriale Corno)        | Novembre 1977              |
| 130 | Novembre 1975  | Look Out, DD... Here Comes The Death-Man!                 | Messaggero di morte                          | Marv Wolfman                                                       | William Robert Brown             | Klaus Janson                  | Michele Wolfman   | Rich Buckler                  | L'Uomo Ragno 198-199 (Editoriale Corno)        | Dicembre 1977              |
| 131 | Dicembre 1975  | Watch Out For Bullseye, He Never Misses!                  | Occhio di Bue                                | Marv Wolfman                                                       | William Robert Brown             | Klaus Janson                  | Michele Wolfman   | Rich Buckler                  | L'Uomo Ragno 201-202 (Editoriale Corno)        | Gennaio 1978               |
| 132 | Gennaio 1976   | Bullseye Rules Supreme!                                   | Occhio di Bue governa supremo                | Marv Wolfman                                                       | William Robert Brown             | Klaus Janson                  | Michele Wolfman   | Rich Buckler                  | L'Uomo Ragno 203-204 (Editoriale Corno)        | Febbraio 1978              |
| 133 | Febbraio 1976  | Mind-Wave And His Fearsome Think Tank!                    | L'onda mentale                               | Marv Wolfman                                                       | William Robert Brown             | Jim Mooney                    | Michele Wolfman   | Gil Kane                      | L'Uomo Ragno 211-212 (Editoriale Corno)        | Maggio-Giugno 1978         |
| 134 | Marzo 1976     | There's Trouble In N.Y.C.!                                | Grossi guai a New York                       | Marv Wolfman                                                       | William Robert Brown             | Jim Mooney                    | Michele Wolfman   | Rich Buckler                  | L'Uomo Ragno 213-214 (Editoriale Corno)        | Giugno-Luglio 1978         |
| 135 | Aprile 1976    | What's Happening?                                         | Cosa succede?                                | Marv Wolfman                                                       | William Robert Brown             | Jim Mooney                    | Michele Wolfman   | Rich Buckler                  | L'Uomo Ragno 215-216 (Editoriale Corno)        | Luglio-Agosto 1978         |
| 136 | Maggio 1976    | A Hanging For A Hero!                                     | Impiccagione per un eroe                     | Marv Wolfman                                                       | John Buscema                     | Jim Mooney                    | Michele Wolfman   | Ed Hannigan e John Buscema    | L'Uomo Ragno 218-219 (Editoriale Corno)        | Settembre 1978             |
| 137 | Giugno 1976    | The Murder Maze Strikes Twice!                            | L'assassino colpisce due volte               | Marv Wolfman                                                       | John Buscema                     | Jim Mooney                    | Don Warfield      | John Buscema                  | L'Uomo Ragno 220-221 (Editoriale Corno)        | Ottobre 1978               |
| 138 | Luglio 1976    | Where Is Karen Page?                                      | Dov'è Karen Page?                            | Marv Wolfman                                                       | John Byrne                       | Jim Mooney                    | Michele Wolfman   | Gene Colan                    | L'Uomo Ragno 222-223 (Editoriale Corno)        | Ottobre-Novembre 1978      |
| 139 | Agosto 1976    | A Night In The Life...                                    | Una notte di paura                           | Marv Wolfman                                                       | Sal Buscema                      | Jim Mooney                    | Michele Wolfman   | Gil Kane                      | L'Uomo Ragno 226-227 (Editoriale Corno)        | Dicembre-Gennaio 1979      |
| 140 | Settembre 1976 | Death Times Two!                                          | La morte viene due volte                     | Bill Mantlo                                                        | Sal Buscema                      | Klaus Janson                  | Klaus Janson      | Dave Cockrum                  | L'Uomo Ragno 228-229 (Editoriale Corno)        | Gennaio-Febbraio 1979      |
| 141 | Ottobre 1976   | Target: Death!                                            | Bersaglio: morte                             | Marv Wolfman (soggetto) e Jim Shooter (sceneggiatura)              | Gil Kane e William Robert Brown  | Jim Mooney                    | Janice Cohen      | Dave Cockrum                  | L'Uomo Ragno 230-231 (Editoriale Corno)        | Febbraio-Marzo 1979        |
| 142 | Novembre 1976  | The Concrete Jungle!                                      | La giungla di cemento                        | Marv Wolfman                                                       | William Robert Brown             | Jim Mooney                    | Janice Cohen      | John Buscema                  | L'Uomo Ragno 232-233 (Editoriale Corno)        | Marzo-Aprile 1979          |
| 143 | Novembre 1976  | Hyde, And Go Seek, Sayeth The Cobra !                     | Cobra-Hyde, il duo malefico                  | Marv Wolfman                                                       | William Robert Brown             | Keith Pollard                 | Janice Cohen      | Dave Cockrum                  | L'Uomo Ragno 234-235 (Editoriale Corno)        | Aprile-Maggio 1979         |
| 144 | Gennaio 1977   | Man-Bull Means Mayhem                                     | Man-Bull significa strage                    | Gerry Conway (soggetto) e Jim Shooter (sceneggiatura)              | Lee Elias                        | Dan Green                     | George Roussos    | Ed Hannigan                   | L'Uomo Ragno 236-237 (Editoriale Corno)        | Maggio-Giugno 1979         |
| 145 | Febbraio 1977  | Danger Rides The Bitter Wind!                             | Il pericolo a cavallo del vento              | Gerry Conway (soggetto) e Jim Shooter (sceneggiatura)              | George Tuska                     | Jim Mooney                    | Janice Cohen      | Al Milgrom                    | L'Uomo Ragno 238 (Editoriale Corno)            | Giugno 1979                |
| 146 | Marzo 1977     | Duel!                                                     | Duello                                       | Jim Shooter                                                        | Gil Kane                         | Jim Mooney                    | Don Warfield      | Gil Kane                      | L'Uomo Ragno 239-240 (Editoriale Corno)        | Luglio 1979                |
| 147 | Aprile 1977    | Breaking Point!                                           | A tutti i costi                              | Jim Shooter                                                        | Gil Kane                         | Klaus Janson                  | Klaus Janson      | Gil Kane                      | L'Uomo Ragno 245 (Editoriale Corno)            | Settembre 1979             |
| 148 | Giugno 1977    | Manhunt                                                   | Caccia all'uomo                              | Gil Kane (soggetto) e Jim Shooter (sceneggiatura)                  | Gil Kane                         | Klaus Janson                  | Klaus Janson      | Ron Wilson                    | L'Uomo Ragno 252-253 (Editoriale Corno)        | Gennaio 1980               |
| 149 | Agosto 1977    | Catspaw!                                                  | Lo zampino del gatto                         | Jim Shooter                                                        | Carmine Infantino                | Klaus Janson                  | Klaus Janson      | Ron Wilson                    | L'Uomo Ragno 258 (Editoriale Corno)            | Marzo 1980                 |
| 150 | Ottobre 1977   | Catastrophe!                                              | Catastrofe                                   | Jim Shooter                                                        | Carmine Infantino                | Klaus Janson                  | Klaus Janson      | Gil Kane                      | L'Uomo Ragno 259 (Editoriale Corno)            | Aprile 1980                |
| 151 | Dicembre 1977  | Crisis!                                                   | Crisi                                        | Jim Shooter e Gil Kane (soggetto) e Roger McKenzie (sceneggiatura) | Gil Kane                         | Klaus Janson                  | Klaus Janson      | Dave Cockrum e Terry Austin   | L'Uomo Ragno 260-261 (Editoriale Corno)        | Aprile-Maggio 1980         |
| 152 | Febbraio 1978  | Prisoner!                                                 | Prigioniero                                  | Roger McKenzie                                                     | Carmine Infantino                | Klaus Janson                  | George Roussos    | Gil Kane                      | L'Uomo Ragno 263-264 (Editoriale Corno)        | Maggio- Giugno1980         |
| 153 | Aprile 1978    | Betrayal!                                                 | Tradimento                                   | Roger McKenzie                                                     | Gene Colan                       | Tony DeZuniga                 | Mary Titus        | Gene Colan                    | L'Uomo Ragno 264-265 (Editoriale Corno)        | Giugno 1980                |
| 154 | Giugno 1978    | Arena!                                                    | Arena                                        | Roger McKenzie                                                     | Gene Colan                       | Steve Leialoha                | Steve Leialoha    | Gene Colan                    | L'Uomo Ragno 266-267 (Editoriale Corno)        | Luglio 1980                |
| 155 | Agosto 1978    | The Man Without Fear?                                     | L'uomo senza paura                           | Roger McKenzie                                                     | Frank Robbins                    | Frank Springer                | Bob Sharen        | Gene Colan                    | L'Uomo Ragno 272-273 (Editoriale Corno)        | Ottobre 1980               |
| 156 | Ottobre 1978   | Ring Of Death!                                            | Suono di morte                               | Roger McKenzie                                                     | Gene Colan                       | Klaus Janson                  | Francoise Mouly   | Gene Colan                    | L'Uomo Ragno 274-275 -276 (Editoriale Corno)   | Ottobre-Novembre 1980      |
| 157 | Novembre 1978  | The Ungrateful Dead!                                      | Il morto ingrato                             | Roger McKenzie (soggetto) e Mary Jo Duffy (sceneggiatura)          | Gene Colan                       | Klaus Janson                  | Glynis Wein       | Gene Colan                    | L'Uomo Ragno 277-278-279 (Editoriale Corno)    | Dicembre 1980-Gennaio 1981 |
| 158 | Gennaio 1979   | A Grave Mistake!                                          | Un gravissimo errore                         | Roger McKenzie                                                     | Frank Miller                     | Klaus Janson                  | George Roussos    | Frank Miller                  | L'Uomo Ragno 279-280 (Editoriale Corno)        | Gennaio 1981               |
| 159 | Aprile 1979    | Marked for Murder!                                        | Morto stecchito, Devil                       | Roger McKenzie                                                     | Frank Miller                     | Klaus Janson                  | Glynis Wein       | Frank Miller                  | L'Uomo Ragno 33-34 (Editoriale Corno)          | Febbraio-Marzo 1983        |
| 160 | Giugno 1979    | In the Hands of Bullseye                                  | Nelle mani di Bullseye                       | Roger McKenzie                                                     | Frank Miller                     | Klaus Janson                  | Glynis Wein       | Frank Miller                  | L'Uomo Ragno 37-38 (Editoriale Corno)          | Aprile-Maggio 1983         |
| 161 | Agosto 1979    | To Dare the Devil                                         | Sfida a Devil                                | Roger McKenzie                                                     | Frank Miller                     | Klaus Janson                  | Glynis Wein       | Frank Miller                  | L'Uomo Ragno 41-42 (Editoriale Corno)          | Giugno 1983                |
| 162 | Ottobre 1979   | Requiem for a Pug!                                        | Requiem per un pugile                        | Michael Fleisher                                                   | Steve Ditko                      | Steve Ditko                   | Petra Scotese     | Steve Ditko                   | L'Uomo Ragno 45 (Editoriale Corno)             | Agosto 1983                |
| 163 | Dicembre 1979  | Blind Alley                                               | Vicolo cieco                                 | Roger McKenzie                                                     | Frank Miller                     | Klaus Janson e Joe Rubinstein | Glynis Oliver     | Frank Miller                  | L'Uomo Ragno 46 (Editoriale Corno)             | Agosto 1983                |

### Annual
Gli annual 2 (settembre 1970) e 3 (agosto 1971) contengono rispettivamente le ristampe degli albi 10 e 11 e degli albi 16 e 17 della serie regolare.
| Nr. | Data        | TItolo                                                            | Titolo italiano             | Sceneggiatura                                             | Disegni                                               | Chine             | Colori         | Copertina | Prima edizione italiana                            | Data italiana            |
| --- | ----------- | ----------------------------------------------------------------- | --------------------------- | --------------------------------------------------------- | ----------------------------------------------------- | ----------------- | -------------- | --------- | -------------------------------------------------- | ------------------------ |
| 4   | Luglio 1976 | The Name of the Game Is... Death!/And Who Shall Save the Panther? | Il nome della lotta è morte | Marv Wolfman (soggetto) e Chris Claremont (sceneggiatura) | George Tuska (con la collaborazione di Marie Severin) | Frank Chiaramonte | Bonnie Wilford | Gil Kane  | L'Uomo Ragno 205, 206, 207, 208 (Editoriale Corno) | Marzo 1978 - Aprile 1978 |